# Sheila Simon
Sheila J. Simon, née le 13 mars 1961 à Springfield (Illinois), est une femme politique américaine, membre du parti démocrate. Elle est lieutenant-gouverneur de l'Illinois de 2011 à 2015.

## Biographie

### Carrière politique
Sheila Simon commence sa carrière politique en entrant au conseil municipal de Carbondale en 2003.
Quatre ans plus tard elle tente de se faire élire maire de Carbondale, mais elle est battue par Brad Cole n'obtenant que 45,69 % des voix.
Le 27 mars 2010, à la suite du désistement de Scott Lee Cohen, Sheila Simon remporte la deuxième investiture démocrate pour le poste de lieutenant-gouverneur avec 62,12 % des voix.
Sheila Simon est mariée à Perry Knop avec lequel elle a eu deux filles. Elle est aussi la fille de l'ancien sénateur fédéral de l'Illinois, Paul Simon.
Le 2 novembre 2010, Sheila Simon est élue lieutenant-gouverneur au côté de Pat Quinn.
Le 10 janvier 2011, elle prête serment et entre en fonction pour un mandat de quatre ans. C'est la deuxième femme après Corinne Wood à accéder à ce poste.